# Luiza Noskova
Luiza Nikolaevna Čerepanova coniugata Noskova (in russo Луиза Николаевна Черепанова-Носкова?; Labytnangi, 7 luglio 1968) è un'ex biatleta russa.
Fino alla dissoluzione dell'Unione Sovietica (1991) gareggiò per la nazionale sovietica.

## Biografia
In Coppa del Mondo ottenne l'unico podio, nonché primo risultato di rilievo, il 19 gennaio 1989 a Borovec (3ª).
In carriera prese parte a un'edizione dei Giochi olimpici invernali, Lillehammer 1994 (39ª nella sprint, 10ª nell'individuale, 1ª nella staffetta) e a una dei Mondiali, vincendo una medaglia.

## Palmarès

### Giochi olimpici invernali
- 1 medaglia
  - 1 oro (staffetta[2] a Lillehammer 1994)

### Mondiali
- 1 medaglia:
  - 1 oro (staffetta a Feistritz 1989)

### Coppa del Mondo
- Miglior piazzamento in classifica generale: 31ª nel 1993
- 1 podio (individuale[1]), oltre a quello ottenuto in sede olimpica e valido anche ai fini della Coppa del Mondo:
  - 1 terzo posto